# Sytse Roorda van Eysinga
Sytse Roorda van Eysinga (Sneek, 23 februari 1773 – Sint-Helena, 4 januari 1828) was een hervormd predikant. 

## Achtergrond
Sytse Roorda van Eysinga was zoon van Philippus Roorda en Emke Pyters van der Velde. Op 3 juni 1794 trouwde hij in Amsterdam met Eijda Catharina Piers (1773-1821) met wie hij tien kinderen kreeg.

## Kuinre en Westzaan
Na zijn studie in Franeker, werd hij in 1794 beroepen als predikant in Kuinre, dat destijds tot Friesland behoorde. In 1795 was hij lid van Provisionele Representanten van het Volk van Overijssel namens Kuinre en Blankenham. Deze representanten vormden het algemeen bestuur voor Overijssel en moesten een reglement opstellen voor een definitief bestuur. In 1803 werd Roorda van Eysinga benoemd als predikant in Westzaan.

## Indië
Na 24 jaar in Nederland als dominee te hebben gewerkt vertrok hij op 23 december 1818 met de Henriette Elisabeth, onder zeil naar Batavia. Ten tijde van de afvaart waren van zijn tien kinderen reeds vier overleden, waaronder de jongsten in 1814 en 1816. Zijn benoeming in Batavia tot predikant van de Hollandse kerk betekende voor een dorpspredikant een grote carrièresprong.
In 1821 werd hij visitator van de kerken en scholen van Makassar en van de Molukken. Naast zijn lidmaatschap van het Bataviaasch Genootschap was Roorda secretaris van het Hoofdbestuur van het Bijbelgenootschap in Batavia. Zijn vrouw Eijda overleed in 1821 in Batavia. Zijn negentienjarige dochter Sara Hermina zou drie jaar later overlijden. Tijdens zijn verblijf op Ambon ontmoette hij zijn tweede vrouw. Op 24 juli 1823 hertrouwde Sytse in Amboina met de veertienjarige officiersdochter Geertruida Catharina Dibbetz. Na een doodgeboren zoontje in juni 1824 werden nog drie kinderen geboren: Sicco, Sytse en Maria Catharina Roorda van Eysinga. Toen zijn gezondheid achteruit liep vroeg hij verlof om terug te mogen keren naar Nederland. Op het moment van vertrek was de Java-oorlog in volle gang. 
In 1830 overleed hij op de terugreis naar Nederland en werd op het eiland Sint-Helena begraven. Geertruida Catharina Dibbetz vestigde zich met haar drie jonge kinderen in Winterswijk.

## Dagboeken
Zijn zoon Philippus liet de verschillende Reizen en lotgevallen van zijn vader uitgeven in twee delen. Daarna verschenen ook twee delen van Philippus zelf waarin hij zijn eigen belevenissen beschreef sinds zijn veertiende jaar tot aan zijn eerste terugkomst in het vaderland op 19 juni 1830. In 1810 verscheen Leerredenen als ook enkele gelegenheidsgezangen.